# 田白
田 白（でん はく、? - 紀元前411年）は、春秋戦国時代の斉の政治家で、田氏の宗主。姓は嬀、氏は田、あるいは陳、諱は白、諡は荘。田荘子とも呼称される。
田盤（田襄子）の子として生まれた。田白は斉の宣公の宰相となった。紀元前413年、晋を攻撃し、黄城を破壊し、陽狐を包囲した。紀元前412年、魯・葛および安陵を攻撃した。紀元前411年、魯の一城を奪った。紀元前411年に田白は死去し、翌年に田悼子が後を嗣いだ。